# Голуховиці (Бендзинський повіт)
Голуховиці (пол. Gołuchowice) — село в Польщі, у гміні Севеж Бендзинського повіту Сілезького воєводства.
Населення — 428 осіб (2011).
У 1975-1998 роках село належало до Катовицького воєводства.

## Демографія
Демографічна структура станом на 31 березня 2011 року:
|          | Загалом | Допрацездатний вік | Працездатний вік | Постпрацездатний вік |
| -------- | ------- | ------------------ | ---------------- | -------------------- |
| Чоловіки | 210     | 38                 | 144              | 28                   |
| Жінки    | 218     | 36                 | 127              | 55                   |
| Разом    | 428     | 74                 | 271              | 83                   |